# چارلز کمیک
چارلز کمیک (انگلیسی: Charles Camic ؛ زادهٔ ۲۷ سپتامبر ۱۹۵۱) استاد جامعه شناسی در دانشگاه نورث وسترن است. پژوهش های او دربرگیرنده مباحث نظریه های جامعه شناسی، جامعه شناسی علم و جامعه شناسی تاریخی می باشد.